# يوليوس جونسون
يوليوس جونسون (بالإنجليزية: Julius Johnson)‏ مواليد 8 نوفمبر 1981 في وارنسفيل هايتس، هو لاعب كرة سلة أمريكي. بدأ مسيرته الاحترافية في سنة 2004. يبلغ طوله 6 قدم 6 بوصة (2.0 م). لعب مع نادي زادار لكرة السلة وبي سي إم جرافيلين.

## روابط خارجية
- يوليوس جونسون على موقع الدوري الأوروبي لكرة السلة (الإنجليزية)
- يوليوس جونسون على موقع كرة السلة الأوروبية.كوم (الإنجليزية)
- يوليوس جونسون على موقع كلية كرة السلة في سبورتس رفرنس.كوم (الإنجليزية)
- يوليوس جونسون على موقع ريلجم (الإنجليزية)
- يوليوس جونسون على موقع بروبوليرز (الإنجليزية)
- يوليوس جونسون على موقع سبورتس رفرنس (الإنجليزية)